# Палмер, Герберт Ричмонд
Сэр Ге́рберт Ри́чмонд Па́лмер  (англ. Sir Herbert Richmond Palmer; 18 апреля 1877 — 22 мая 1958) — британский адвокат, колониальный чиновник в период между двумя мировыми войнами. В разное время вице-губернатор Нигерии, губернатор Гамбии и губернатор Кипра.

## Ранние годы
Палмер родился в 1877 году в Киркби Лонсдейл,  Уэстморленд в семье банкира Роберта Палмера. Он получил образование в школе Аундл (Нортгемптоншир), где активно занимался спортом. В Кембридже он играл в регби за Кембриджский университет и был приглашен на показательные матчи в команду «Варвары».
Палмер предпринял поездку в Сан-Франциско, где в 1903 году работал кочегаром в целях изучения технологий горнодобывающей промышленности.
В 1904 году вступил в коллегию адвокатов, а в 1910 году получил степень магистра искусств.

## Колониальный служба

### Нигерия
Палмер провёл большую часть своей долгой карьеры в колониальной Нигерии. Он поступил под руководство Фредерика Лугарда, 1-го барона Лугарда, верховного комиссара протектората Северная Нигерия Протекторат. В 1904 году 27-летний Палмер был назначен помощником резидента (представителя верховного комиссар, затем — губернатора) в одной из провинций Нигерии. Одной из его первых инициатив была идея об отмене рабства, существовавшего на тот момент в северных провинциях Нигерии.
Назначение Палмера резидентом в 1905 году стало поворотным событием в истории британского правления в штате Кацина. Лугард в этот период был переведен в Гонконг. Сразу после вступления в должность Палмер осуществил реорганизацию территориального управления, образовав девятнадцать новых районов. Каждый из них находился под юрисдикцией того или иного главы района, ответственного перед эмиром. Вновь созданные районы были также разделены на округа, чтобы обеспечить надлежащее управление эмирата. В 1906 году Палмер назначил эмиром Кацины Мухаммаду Дикко, во многом благодаря его сотрудничеству с британской администрацией. Это было одним из первых примеров позаимствованной Палмер у Лугарда доктрины «косвенного управления».

Флаг колониальной Нигерии

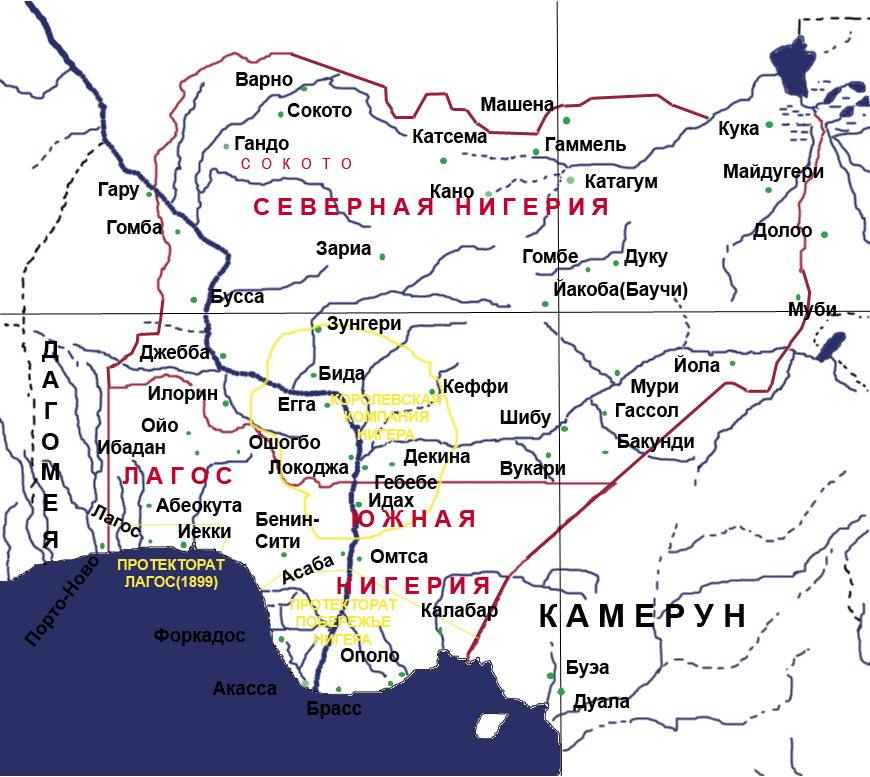
Нигерия на 1909 год

В 1912 году Лугард вернулся из Гонконга в Нигерию в статусе губернатора северного и южного протекторатов. Основная миссия Лугарда заключалась в том, чтобы завершить их объединение в одну колонию. За исключением Лагоса, где ему противостояла значительная часть политической элиты и СМИ, объединение не вызвала протестов в стране. С 1914 по 1919 год Фредерик Лугард был генерал-губернатором единой колонии Нигерия.
Палмер в этот период работал в должности резидента в провинции Кано, в 1917 году был произведен в резиденты провинции Борну. Он укреплял отношения, налаженные Лугардом с халифатом Сокото, тесно контактируя с нигерийскими племенными правителями. Палмер был убеждённым сторонником принципов косвенного управления, реализуемого в Нигерии Лугардом. Эта политика значительно повысила престиж и влияние местных мусульманских эмиров и способствовала быстрому распространению ислама. Палмер также решительно выступал против деятельности христианских миссионеров, например, работавшего вопреки позиции губернатора в провинции Борну Хью Клиффорда.
В условиях Первой мировой войны работа британских администраторов в Северной Нигерии стала особенно трудной. К концу 1917 года около 6600 нигерийских солдат были отправлены в Восточную Африку для участия в операциях против Пауля фон Леттов-Форбека, а ещё 1800 находились в ожидании отправки, что серьёзно истощило военные ресурсы страны. Палмера серьезно заботили последствия войны для мусульманских провинций, подвергал резкой критике деятельности администрации соседних французских колоний
Палмер изучал культуру, языки и литературу Африки, став выдающимся специалистом в области цивилизации и литературы народов хауса и фулани. По его инициативе в северных провинциях Нигерии были открыты тысячи мусульманских школ, ученики которых занимались изучением Корана. Чтобы улучшить систему образования, Палмер предпринял тяжелое путешествие в 1918 году через Центральную Африку в Судан. Из Мемориального колледжа Гордона в Хартуме он привез ценный опыт, позволивший открыть в 1922 году в Кацине педагогический колледж для мусульманских преподавателей.
С 1921 года Палмер исполнял обязанности вице-губернатора Северной Нигерии с резиденцией в Кадуне.

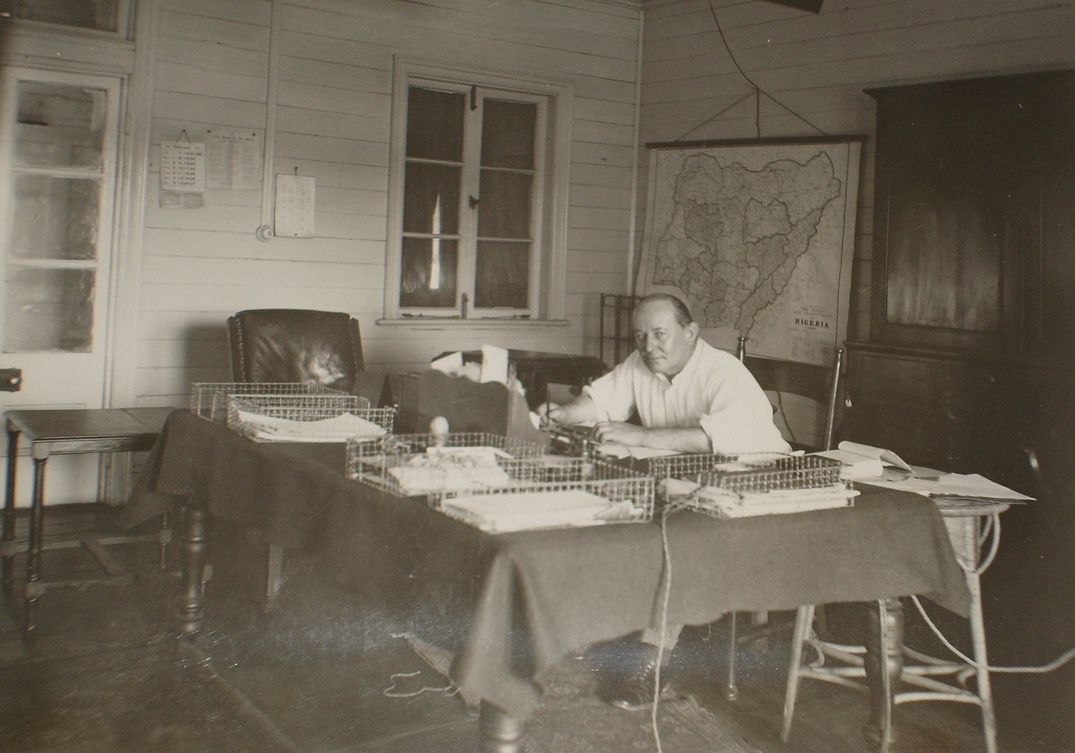
Сэр Ричмонд Палмер в Доме Правительства, Кадуна, 1926

Он был первым администратором, к которому можно было отнести характеристику Луция Аррунтия Старшего «capax imperii» («способный управлять»), с его пониманием и изучением местных языков и вниманием к местным традициям.
С 1919 года в Нигерии предпринимались меры для разработки перспективных отраслей — производства хлопка и арахиса. Позже, в 1926 году, была начата работа по организации использования воды реки Кадуна для нужд города. Был также достигнут прогресс в строительстве новых больниц в провинциях Энугу, Йос и Кано. Ещё одним важным событием стало путешествие, предпринятое Палмером из Лагоса к озеру Чад, что было первым случаем, когда вся дистанция была пройдена на автотранспорте.
В течение 26 лет, проведённых Палмером в различных частях Северной Нигерии, большую часть своего досуга он посвящал попыткам найти данные для представления полной истории наиболее многочисленных народов Нигерии — фульбе и канури. В своем путешествии по Африке в 1918 году он имел возможность получить информацию по этой проблеме из первых рук. Результаты этих исследований были воплощены в книге под названием «Суданские воспоминания», последний том которой был опубликован в 1928 году. В 1936 году эта книга была дополнена работой под названием «Борну Сахары и Судана».
В декабре 1929 года Палмер не согласился с предложенной Лондоном политикой сокращения финансирования на развитие северных провинций. Возможно, эти разногласия побудили Палмера переехать в Гамбию.
Его отъезд из Нигерии состоялся в феврале 1930 года.

### Гамбия
В сентябре 1930 года Палмер был назначен губернатором Гамбии. В этой колонии он столкнулся с менее значительными проблемами, чем на обширных просторах Северной Нигерии. В 1931 году он столкнулся с серьезной вспышкой чумы крупного рогатого скота и контагиозной плевропневмонии. В 1932 году Палмер начал осуществление административной реформы, создав в каждой из четырёх провинций представительства колониальных властей, открытых для обращений жителей круглый год
12 апреля 1933 года Палмер навсегда покинул Африку.

### Кипр
8 ноября 1933 года Палмер стал губернатором Кипра. Кипр был аннексирован Великобританией, когда Турция вступила в Первую мировую войну на стороне Германии и Австро-Венгрией, и в 1925 году стала британской колонией. В 1931 году на острове произошли серьезные беспорядки греков-киприотов, требовавших присоединения Кипра с Грецией. Дом правительства в Никосии был сожжен. Прибытие Палмера также произошло в условиях двухлетней засухи, поставившей киприотов на грань голода.
Палмер оказался вынужден управлять колонией в тяжёлое время высокой напряжённости, вызванной действиями киприотов по обеспечению самоопределения. Одной из причин неприязни жителей острова к колониальным чиновникам было нежелание сотрудников администрации учить греческий или турецкий языки и поддерживать какие-либо контакты с киприотами. Палмер настаивал на изучении чиновниками местных языков. Строгий стиль его руководства стал причиной появления специального термина — «Палмерская диктатура» или «Палмерократия».
Также Палмер составил план улучшения порта Фамагусты. Составление схемы реконструкции и развития порта было начато в мае 1931 года, вся работа по контракту была завершена в марте 1933 года. Новый порт, который ранее не мог принять корабли водоизмещением более 2000 тонн, был расширен для размещения кораблей от 8000 до 9000 тонн.
Палмер подал в отставку 4 июля 1939 года.

### Награды
- Орден Святого Михаила и Святого Георгия, кавалер (CMG), 1922 год
- Орден Британской империи (CBE), 1924 год
- Орден Святого Михаила и Святого Георгия, рыцарь (KCMG), 1933 год
- Орден Святого Иоанна Иерусалимского, 1936 год

## Последние годы жизни
Палмер вернулся в Лэнгэм Хаус, Оукхэм в округе Ратленд. В июле 1940 года, после того, как его семья была эвакуирована в Соединённые Штаты Америки, он поселился в Кресуике и занимался адвокатской деятельностью.
Палмер также писал о своих африканских впечатлениях.
Герберт Ричмонд Палмер скончался 22 мая 1958 года.

## Публикации
Палмер сделал перевод ряда арабских текстов, связанных со странами, в которых он работал:
- History of the First Twelve Years of the Reign of Mai Idris Alooma of Bornu, Лагос (1926), перепечатано в Лондоне (1970)
- Sudanese Memoirs: Being Mainly Translations of a Number of Arabic Manuscripts Relating to the Central and Western Sudan, 3 тома, Лагос (1928), перепечатано в Лондоне (1967)
- The Bornu, Sahara and Sudan, Лондон (1936)

Он написал предисловие и организовал публикацию материалов книги The Occupation of the Hausaland: Being a Translation of Arabic letters found in the House of the Wazir of Sokoto, in 1903, собранных майором Дж. Мерриком и переведенных Х. Ф. Бэквеллом, Лагос (1927).
Палмер также писал статьи для антропологических журналов:
- Notes on some Asben records, журнал Африканского общества, Том 9 — 1909-10 — С. 388—400.
- An early Fulani conception of Islam, журнал Африканского общества, Том 14 — 1914-15 — С. 53-59.
- Western Sudan history : the Raudthât’ul Alfâri, журнал Африканского общества, Том 15 — 1915-16 , — С. 261—273.
- History of Katsina, журнал Африканского общества, Том 26 — апрель 1927 — С. 216—236.
- The Kano Chronicle, Журнал антропологического института, 38 — 1909 — С. 58-98.

## Семья

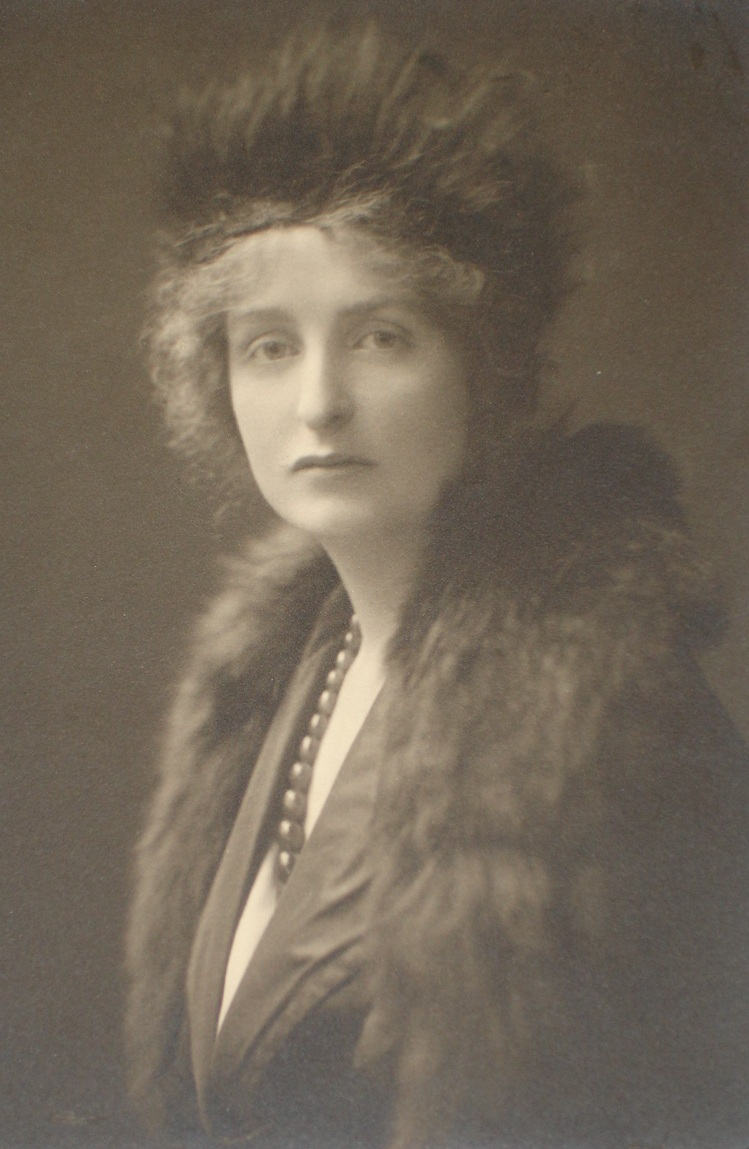
Маргарет Абель Смит

Палмер женился на Маргарет Изабель Абель Смит 7 июня 1924 года в Уотерфорде. Маргарет Изабель была дочерью Реджинальд Абеля Смита и Маргарет Алисы Холланд, внучкой Генри Холланда, 1-го виконт Натсфорда и Маргарет Тревельян — племянницы Томаса Бабингтона Маколея, 1-го барона Маколея.
У них было две дочери.